# Felice Accrocca
Felice Accrocca (Cori, 2 dicembre 1959) è un arcivescovo cattolico italiano, dal 18 febbraio 2016 arcivescovo metropolita di Benevento.

## Biografia
È nato a Cori, in provincia di Latina e diocesi di Latina-Terracina-Sezze-Priverno, il 2 dicembre 1959.

### Formazione e ministero sacerdotale
Ha studiato presso il Pontificio Collegio Leoniano di Anagni.
È stato ordinato presbitero per la diocesi di Latina-Terracina-Sezze-Priverno il 12 luglio 1986.
Dopo l'ordinazione è viceparroco presso la chiesa di Santa Maria Assunta a Cisterna di Latina. Nel 1989 è parroco a San Luca a Latina dove resta fino al 2004 quando viene trasferito a reggere la chiesa di San Pio X, sempre a Latina. Infine nel 2012 è nominato parroco del Sacro Cuore, altra chiesa del capoluogo pontino. Regge le parrocchie di San Pio X e del Sacro Cuore fino al 2016, quando venne ordinato arcivescovo.
È stato anche coordinatore della Consulta diocesana delle aggregazioni laicali, caporedattore del mensile della diocesi "Chiesa Pontina" e vicario episcopale per la Pastorale.
Docente di Storia Medievale presso la Pontificia Università Gregoriana, ha approfondito gli studi sul francescanesimo medievale, pubblicando numerosi saggi.

### Ministero episcopale
Il 18 febbraio 2016 papa Francesco lo nomina arcivescovo metropolita di Benevento; succede ad Andrea Mugione, ritiratosi per raggiunti limiti di età. Il 15 maggio successivo riceve l'ordinazione episcopale dal vescovo di Latina-Terracina-Sezze-Priverno Mariano Crociata, co-consacranti gli arcivescovi Giuseppe Petrocchi ed Andrea Mugione. Il 12 giugno prende possesso dell'arcidiocesi di Benevento.
Il 29 giugno riceve il pallio da papa Francesco durante la celebrazione dei Santi Pietro e Paolo nella Basilica Vaticana.
Dal 5 dicembre 2020 è membro della Congregazione delle cause dei santi.
È delegato per la cooperazione missionaria della Conferenza episcopale campana.

## Stemma e motto

### Blasonatura
D'azzurro alla torre d'argento, merlata di quattro pezzi, aperta e finestrata di nero, fondata su una roccia al naturale, accompagnata da una colomba del secondo, radiosa d'oro, nel canton destro, e da una stella d'argento (8) nel canton sinistro del capo.

### Interpretazione
La torre, costruita sulla roccia (Cristo), rappresenta la Chiesa di Benevento; ha tre aperture che simboleggiano fede, speranza e carità. La luce dello Spirito Santo (colomba) e Maria, Stella del mattino, completano l'iconografia.
Lo scudo sannitico richiama quello dei guerrieri sanniti, antichi abitanti del territorio di Benevento.

### Motto
Il motto prescelto Nisi Dominus ædificaverit è tratto dal salmo 126: Nisi Dominus ædificaverit domum, in vanum laboraverunt qui ædificant eam (Se il Signore non costruisce la casa, invano vi faticano i costruttori).

## Genealogia episcopale e successione apostolica
La genealogia episcopale è:
- Cardinale Scipione Rebiba
- Cardinale Giulio Antonio Santori
- Cardinale Girolamo Bernerio, O.P.
- Arcivescovo Galeazzo Sanvitale
- Cardinale Ludovico Ludovisi
- Cardinale Luigi Caetani
- Cardinale Ulderico Carpegna
- Cardinale Paluzzo Paluzzi Altieri degli Albertoni
- Papa Benedetto XIII
- Papa Benedetto XIV
- Papa Clemente XIII
- Cardinale Enrico Benedetto Stuart
- Papa Leone XII
- Cardinale Chiarissimo Falconieri Mellini
- Cardinale Camillo Di Pietro
- Cardinale Mieczysław Halka Ledóchowski
- Cardinale Jan Maurycy Paweł Puzyna de Kosielsko
- Arcivescovo Józef Bilczewski
- Arcivescovo Bolesław Twardowski
- Arcivescovo Eugeniusz Baziak
- Papa Giovanni Paolo II
- Cardinale Paolo Romeo
- Vescovo Mariano Crociata
- Arcivescovo Felice Accrocca

La successione apostolica è:
- Vescovo Sabino Iannuzzi, O.F.M. (2022)

## Opere
- Angelo Clareno. Seguire Cristo povero e crocifisso, EMP, 1994
- Francesco e le sue immagini. Momenti della evoluzione della coscienza storica dei frati Minori (secoli XIII-XVI), Ass. Centro Studi Antoniani, 1997
- Francesco. Un folle per amore, Paoline Editoriale Libri, 1998
- Viveva ad Assisi un uomo di nome Francesco. Un'introduzione alle fonti biografiche di san Francesco, EMP, 2005
- Francesco fratello e maestro, EMP, 2012
- Schiavo in Egitto. La storia di Giuseppe, Paoline Editoriale Libri, 2013
- Francesco, un nome nuovo. Vita di un uomo santo, EMP, 2014
- Identità complessa. Percorsi francescani fra due e trecento, Ass. Centro Studi Antoniani, 2014
- La leggenda dei tre compagni, Paoline Editoriale Libri, 2014
- F. Accrocca - L. Bertazzo - P. Maranesi - L. Pellegrini, L'identità in cammino. Povertà e penitenza, predicazione e studi nello sviluppo dei testi legislativi dei frati Minori (secoli XIII-XVI), a cura di A. Czortek, Cittadella editrice, 2014
- Francesco e la Santa Chiesa Romana. La scelta del Vangelo e la codificazione difficile di un ideale, Cittadella editrice, 2015